# قائمة البرامج التلفزيونية الرياضية السعودية
تحتوي هذه القائمة على البرامج الرياضية التي تعرض على القنوات السعودية.

## القائمة
| العنوان      | المذيعين               | الضيوف الدائمين | تاريخ البث   | عدد الموسم | مدة العرض | ملاحظات |
| ------------ | ---------------------- | --------------- | ------------ | ---------- | --------- | ------- |
| أكشن مع وليد | وليد الفراج            | محمد فودة       | 9 يونيو 2012 |            | 90 دقيقة  | [ 1 ]   |
| كورة         | تركي عبد العزيز العجمة | الحسن اليامي    |              | 12         | 60 دقيقة  |         |
| صدى الملاعب  | مصطفى الآغا            |                 |              | 8          | 60 دقيقة  |         |
| في المرمى    | بتال القوس             | حمزة إدريس      | 2006         |            | 60 دقيقة  | [ 2 ]   |
| برنامج شوت   | عبدالرحمن الحميدي      |                 | 2021         | 1          | 60 دقيقة  | [ 3 ]   |
| كل الرياضة   | سلمان المطيويع         |                 |              |            |           | [ 4 ]   |